# عقر زيتي (قرية)
عقر زيتي هي قرية سورية تقع في سلسلة الجبال الساحلية السورية في شرق طرطوس، وتتبع إداريًّا محافظة طرطوس في شمال غرب سوريا. وتقع قرية خربة الفرس جنوب قرية عقر زيتي مباشرة.

## الموقع
تتبع قرية عقر زيتي منطقة الشيخ بدر، وتبعد عنها مسافة 13 كيلومتر، ويحيط بالقرية محاطة بأودية شديدة الانحدار من ثلاث جهات، ويحدها من جهة الشمال نهر جويتي، بينما يحدها من جهة الجنوب نهر الصوراني، ومن جهة الشرق تحدها قرية الزريقة.

## السكان
غالبية سكان قرية عقر زيتي هم من أتباع الطائفة الإسماعيلية الذين انتقلوا إلى البلدة بعدما أجبروا على الخروج من قرية الخوابي المحصنة القريبة في أوائل القرن العشرين. وبلغ عدد سكان قرية عقر زيتي في عام 2004، وفقًا لإحصائيات المكتب المركزي السوري للإحصاء، 783 نسمة.

## المعالم والمزارات السياحية
تضم قرية عقر زيتي ضريح الحاج خضر، وهو مقصد ديني مهم لأتباع الطائفة الإسماعيلية. فبحسب الأسطورة الإسماعيلية المحلية، والتي تستند بشكل جزئي إلى بعض الحقائق التاريخية، كان الحاج خضر شيخًا إسماعيليًّا قدم من منطقة قدموس، وأصبح ذا شعبية كبيرة في تلك المنطقة، ممّا أزعج الأمراء الإسماعيليين في المدينة فقاموا بطرده من البلدة، ومثل الحاج خضر فيما بعد الطائفة الإسماعيلية في منطقة الخوابي، ثُمّ ارتحل مع بعض أنصاره، ضمن وفد للقاء كبير أئمة الطائفة الإسماعيلية في الهند، والذي كلف الحاج خضر بأن يصبح كبير المبشرين في سوريا، خلفًا للشيخ محمد السويداني. وعندما عاد الحاج خضر إلى سوريا، رفض الأمراء الإسماعيليين في قدموس ومصياف ووادي العيون توليه المنصب، واشتبكوا مع أنصاره في معركة قُتل خلالها الحاج خضر وعدد من أنصاره. تعرض ضريح الحاج خضر في أوائل القرن العشرين للتفكيك في أعقاب الإصلاحات الدينية التي أجراها آغا خان الثالث والتي منعت تقديس الأضرحة.